# Баруа, Дибьенду
Дибьенду Баруа (бенг. দিব্যেন্দু বড়ুয়া; 27 октября 1966, Калькутта) — индийский шахматист, гроссмейстер (1991).
Чемпион Индии 1983, 1998 и 2001 гг. Бронзовый призер чемпионата Индии 1988 г.
В составе сборной Индии участник семи шахматных олимпиад (1988—2000 гг.).
Победитель зонального турнира в Мадрасе (1995 г.).

## Изменения рейтинга
| Графики недоступны из-за технических проблем. См. информацию на Фабрикаторе и на mediawiki.org. |